# باول بوير (مصور)
باول بوير (بالفرنسية: Paul Boyer)‏ هو مصور فرنسي، ولد في 27 سبتمبر 1861 في تولون في فرنسا، وتوفي في 20 ديسمبر 1952 في باريس في فرنسا.